# Mixistlánde la Reforma
Mixistlánde la Reforma là một đô thị thuộc bang Oaxaca, México. Năm 2005, dân số của đô thị này là 2438 người.